# Hit skandi
Hit skandi je hrvatska zagonetačka revija iz Bjelovara. Prvi broj izašao je 1991. godine. Posebno je izdanje Skandija. Izlazio je mjesečno do 1997. godine. Izdavač je bilo Zagonetačko društvo Čvor. Glavni urednik bio je Stjepan Horvat.